# Climat des Alpes-de-Haute-Provence

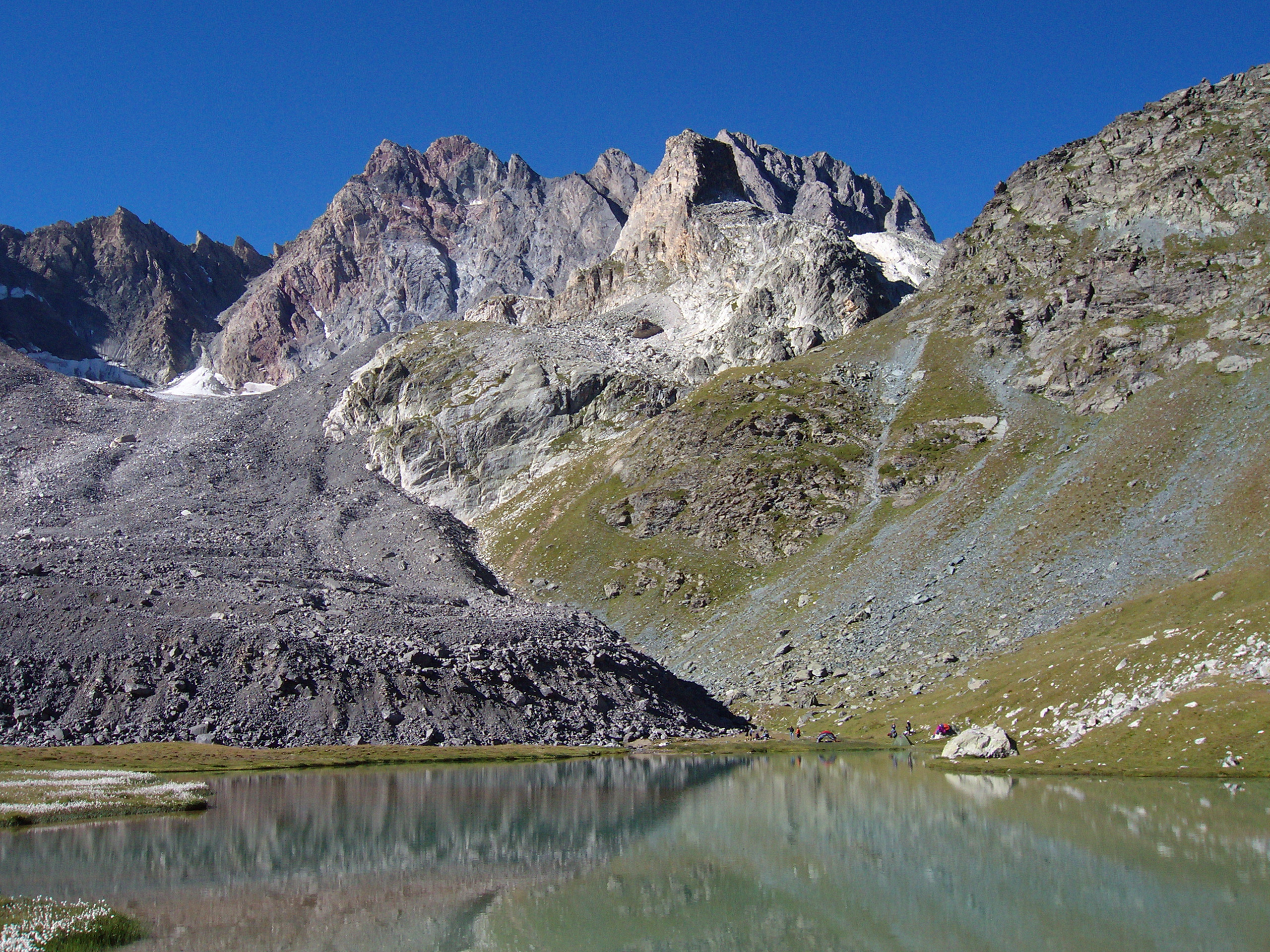
L'aiguille de Chambeyron, avec le glacier rocheux et le lac du Marinet. Le lac n'est qu'à 2500 m d'altitude, cependant le pourtour du lac est un désert de pierres.

Le climat des Alpes-de-Haute-Provence est un climat méditerranéen d'abri, dégradé par l'altitude, la latitude et une continentalité significative. La végétation peut être aride à quasi-désertiqueInterprétation abusive ? comme la photo ci-contre montre. Il se caractérise par un ensoleillement élevé, une humidité faible, moins de 100 jours de précipitations par an, une amplitude thermique diurne élevée, le nombre de jours de pluie est peu élevé et les vents violents peu fréquents.

## Données physiques

### Températures
Au sens de la réglementation thermique, le département des Alpes-de-Haute-Provence est classé H2d, c'est-à-dire de température hivernale intermédiaire et de température estivale la plus élevée.
Du fait d'un relief très varié et d'une gamme d'altitudes s'étendant entre moins de 300 et plus de 3 000 m sur l'ensemble du département, les températures sont principalement déterminées par l'étagement altitudinal typique des régions du nord de la Méditerranée et du sud des Alpes. Du fait de la sécheresse relative de l'air et de l'effet de massif, le gradient thermique sur un versant dépasse les 0,8 °C tous les 100 m jusqu'à environ 2 000 m d'altitude.
Le territoire en dessous de 500 (ubac) à 800 m (adret) appartient à l'étage méso-méditerranéen, avec une végétation caractéristique (ex. oliviers). La température moyenne annuelle y est de l'ordre de 11  à   16 °C, avec 3  à   6 °C l'hiver et 22  à   26 °C l'été. Ce territoire comprend la vallée de la Durance, la basse vallée de la Bléone ainsi que le sud du plateau de Valensole et du pays de Forcalquier. Les autres vallées, collines et plateaux habités, à l'exception du nord-est du département, appartiennent à l'étage supra-méditerranéen plus frais. L'étagement dans la vallée de l'Ubaye se rapproche de celui des Alpes internes.
La limite des arbres alpine se situe entre 2 100  et   2 300 m d'altitude, mais les plus hauts spécimens colonisent les pentes jusqu'à 2 500 m d'altitude en Ubaye. Le pergélisol est estimé présent à partir d'environ 2 600 m d'altitude à l'ubac et 3 000 m d'altitude à l'adret.
L'amplitude thermique diurne moyenne varie entre 10 °C l'hiver à 15 °C l'été, et est encore plus élevée au fond des vallées. Il peut même geler en été dans la vallée de l'Ubaye. L'hiver, les températures minimales des stations en dessous de 1 000 m d'altitude figurent ainsi parmi les plus basses de France, avec du gel plus de 50 nuits par an, tandis que l'été les températures maximales figurent fréquemment parmi les plus élevées.
Les seuils de déclenchement d'alerte canicule sont[source insuffisante] :
- une température minimale supérieure ou égale à 23 °C ;
- une température maximale supérieure ou égale à 39 °C.

### Précipitations et humidité
Dans les Alpes-de-Haute-Provence, le cumul annuel des précipitations est proche de la moyenne nationale, mais est concentré sur un nombre de jours plus faible et suit un régime d'occurrence très différent des autres régions françaises, y compris la Provence plus proche du littoral.

#### Répartition des précipitations
Le cumul annuel varie selon la zone climatique, :
1. Dans la zone de collines et de plateaux d'altitude la plus basse, le cumul annuel varie entre 650 mm vers Gréoux-les-Bains et 900 mm vers Sisteron sur 65  à   80 jours par an.
2. Dans la zone de moyenne montagne, le cumul annuel varie entre 750 mm dans les vallées abritées (ex. Bléone) et 1 300 mm sur les pentes les plus exposées (Montagne de Lure, massif des Trois-Évêchés) sur 75  à   100 jours par an.
3. Dans la vallée de l'Ubaye, l'effet d'abri limite le cumul annuel de précipitations à 600 mm vers Jausiers[11] pour dépasser 1 000 mm en altitude, sur 80  à   100 jours par an[Note 1].

La répartition saisonnière des précipitations dans les Alpes-de-Haute-Provence est caractérisée par :
- un maximum d'automne (40  à   50 % du cumul annuel) entre septembre et décembre ;
- un maximum secondaire de printemps (environ 30 % du cumul annuel) entre fin mars et début juin ;
- un minimum estival entre mi-juin et mi-août, caractérisé par des précipitations irrégulières d'origine presque exclusivement convective (orages diurnes) et se traduit par un cumul de juillet significativement plus faible que juin ou août[14] ;
- un minimum en fin d'hiver.

Dans les vallées de la Durance et de l'Ubaye, le cumul de l'hiver météorologique est inférieur au cumul de l'été météorologique. Les variations saisonnières sont moins marquées en vallée de l'Ubaye. Cependant, l'ouvrage de Kessler affirme que dans la dizaine de stations citées, le mois de juillet est le plus sec de l'année. Dans la haute vallée du Verdon, le minimum saisonnier de précipitations est estival.

#### Origine des précipitations
Les sources de précipitations en Haute-Provence sont principalement :
- les dépressions qui advectent de l'air doux et humide de la mer Méditerranée, qui peuvent survenir toute l'année sauf entre mi-juin et mi-août du fait de la position de l'anticyclone subtropical ;
- les orages qui se développent pendant la journée entre avril et août sur les massifs montagneux au nord et à l'est du département, mais qu'une masse d'air favorable à leur développement (ex. advection d'air froid en altitude) peut étendre à la totalité du département.

Le niveau kéraunique retenu par la norme NF C 15-100 pour le département des Alpes-de-Haute-Provence est de 44, soit la plus élevée de France métropolitaine avec l'Ardèche, mais une valeur de 26 a été rapportée vers Manosque, localité parmi les plus éloignées des massifs montagneux du département.
Lors d'épisodes synoptiques porteurs de précipitations, les Alpes-de-Haute-Provence jouissent d'un effet d'abri fort lorsque le flux est d'ouest ou de nord (dépression atlantique) et faible à modéré lorsque le flux en basses couches est de l'est ou du sud. De sorte que le département est marginalement touché par des précipitations dans le premier cas, et partiellement abrité des épisodes cévenols, au contraire de tous les départements limitrophes.

#### Neige
La neige tombe sur les montagnes de novembre à mai, plus rarement en octobre et juin.
Le nombre de jours de neige par an (même quelques flocons) varie de 7 aux alentours de Saint-Auban à plus de 40 sur les hautes montagnes du nord-est du département. À Embrun, il y a 32 jours de neige.
En raison d'un bon ensoleillement en toute saison, même en hiver, la neige fond rapidement sur les adrets de basse altitude, mais tient très bien dans les ubacs abrités et froids. La limite d'enneigement continu pour le mois de janvier se situe en moyenne à 1 000–1 200 m d'altitude à l'ubac et à 1 300–1 600 m à l'adret. Cependant, lors d'hivers froids, les limites d'enneigement continu descendent à 600–700 m en versant nord et 1 000–1 100 m en versant sud. Les limites d'enneigement sont en général légèrement plus basses sur les massifs de l'ouest et du nord du département.
Cependant les précipitations peuvent être irrégulières en hiver.
Des chutes de neige importantes peuvent se produire en dessous de 500 m d'altitude (ex. 40 cm à Manosque en fin février 2001).

#### Hygrométrie
L'hygrométrie moyenne dans les Alpes-de-Haute-Provence et une des plus basses de France, du fait de l'altitude et de l'effet d'abri limitant l'invasion d'humidité dans les basses couches de l'atmosphère. Le brouillard est rare, 8 jours par an en moyenne à Saint-Auban, plus dans les vallées alpines.
La visibilité est souvent excellente, permettant de voir des reliefs distants de plus de 50 km, y compris à basse altitude. Elle est particulièrement élevée pendant ou peu après un épisode de mistral.

### Vent
Le vent fort survient plus souvent dans l'ouest du département exposé au mistral (36 jours par an à Saint-Auban) que dans l'est où le relief chaotique atténue la pénétration des courants d'air dans les vallées.
Le mistral est le vent dominant, suivi du vent de sud qui est guidé par le relief dans les vallées des Préalpes et des vents d'ouest.

### Ensoleillement
L'ensoleillement annuel moyen est d'environ 2 800 heures vers Saint-Auban, et de l'ordre de 2 650 heures en Ubaye.
L'ensoleillement moyen quotidien se répartit ainsi selon les saisons :
- 5  à   6 heures par jour entre octobre et février ;
- 7  à   9 heures par jour entre mars et mai et en septembre ;
- 10  à   12 heures par jour pendant l'été météorologique.

Le département des Alpes-de-Haute-Provence est un des plus ensoleillés de France, en particulier entre octobre et février,.

## Zones climatiques
Du fait d'un relief complexe, le climat des Alpes-de-Haute-Provence se décline en une multitude de climats locaux d'un bout à l'autre du département. Il est cependant possible de distinguer trois zones climatiques, :
1. Une zone de collines et de plateaux à basse altitude (moins de 600 m) au sud-ouest, où domine l'influence méditerranéenne[26]. La dégradation par rapport à la plaine provençale est sensible : les nuits sont plus froides, et la sécheresse estivale est atténuée par des orages épisodiques. L'effet d'abri est significatif : l'ensoleillement hivernal est plus élevé qu'en plaine et le cumul hivernal de précipitations est comparable au cumul estival. Cette zone correspond au domaine de culture de l'olivier[27] et comprend le domaine de croissance du pin d'Alep[28],[27].
2. Une zone de moyenne montagne correspondant aux Préalpes de Digne, de Sisteron et de Castellane, où la dégradation du climat méditerranéen est encore plus sensible. Les vallées sont soumises à un climat d'abri avec une relative sécheresse estivale, des précipitations plus élevées du fait de leur situation en avant des crêtes du massif des Trois-Évêchés et une amplitude thermique diurne très élevée (plus de 15 °C dans certains vallées).
3. La vallée de l'Ubaye, au nord-est du département, est soumise à un climat intra-alpin, mais avec une influence méditerranéenne sensible (voir infra).

### Domaine subméditerranéen
Le critère du climat méso-méditerranéen est donné par l'existence 3 mois secs au sens de Gaussen (P < 2 T). Cette condition n'est réalisée nulle part car Manosque qui est une des villes les plus sèches du département n'a qu'un mois sec (juillet). Le climat subméditerranéen est défini par 1 ou 2 mois secs. Manosque a donc un climat subméditerranéen, il en de même pour toute la région inférieure de la Haute Provence. Digne est en limite de climat subméditerranéen avec un mois sec suivant l'indice de Gaussen. En fait le domaine subméditerranéen couvre presque tout le département. Ainsi, suivant le critère de Gaussen, le village de La Motte-du-Caire a encore un climat subméditerranéen car le mois de juillet est sec (3 cm de précipitations en juillet). Cependant, ce village est situé profondément dans les Préalpes de Digne et est non loin de la station de Barcelonnette. De manière surprenante, cette dernière a aussi quasiment un climat subméditerranéen vu que le total des précipitations de juillet n'est que de 4 à 5 cm,.

### Domaine intra alpin
La vallée de l'Ubaye est marquée par une sécheresse estivale qui la confine pratiquement au domaine subméditerranéen bien que le climat soit beaucoup plus rude. La moyenne du minimum de janvier est −8 °C. Par contre, les chaleurs en été sont significatives à Barcelonnette sachant que tous les ans, le thermomètre dépasse les 30 °C et sachant que la ville est située à 1100 m d'altitude. La moyenne du maxima est de 26 °C. Cependant, les gelées estivales y sont aussi possibles. La région est globalement relativement sèche avec un minimum relatif de précipitations hivernales. Le total annuel des précipitations n'est que de 75 cm,.

### Domaine montagnard
La région du Mont Pelat a un climat résolument montagnard et est beaucoup plus arrosé. À Allos, le total annuel des précipitations est de 116 cm avec un maximum de 16 cm au mois de novembre. Cependant, de manière surprenante, les hivers sont un peu moins rudes qu'à Barcelonnette sachant que la moyenne du minima de janvier n'est que de −6 °C. Les chutes de neige sont suffisamment abondantes pour qu'il y ait 2 stations de ski jumelées : La Foux d'Allos et Pra-Loup.

## Étages de végétation
La végétation est un marqueur du climat en un lieu donné. La végétation de la France a été entièrement cartographiée vers les années 1950-1970. Les zones de végétation ont été divisées en divers étages comme suit.

### L'étage mésoméditerranéen
En première approximation, l'étage mésoméditerranéen correspond au domaine du Pinus halepensis (pin d'Alep) dont la limite supérieure est de l'ordre de 400 à 500 m. L'olivier est quant à lui cultivé jusqu'à 600 m d'altitude et est souvent considéré comme un marqueur de l'étage mésoméditerranéen. Cependant, l'olivier est cultivé aux portes de Digne alors que cette localité a un climat marginalement supraméditerranéen an sens de Gaussen (voir supra). La définition climatique de Gaussen est donc plus restrictive que la définition liée à la végétation.

#### Domaine du pin d'Alep

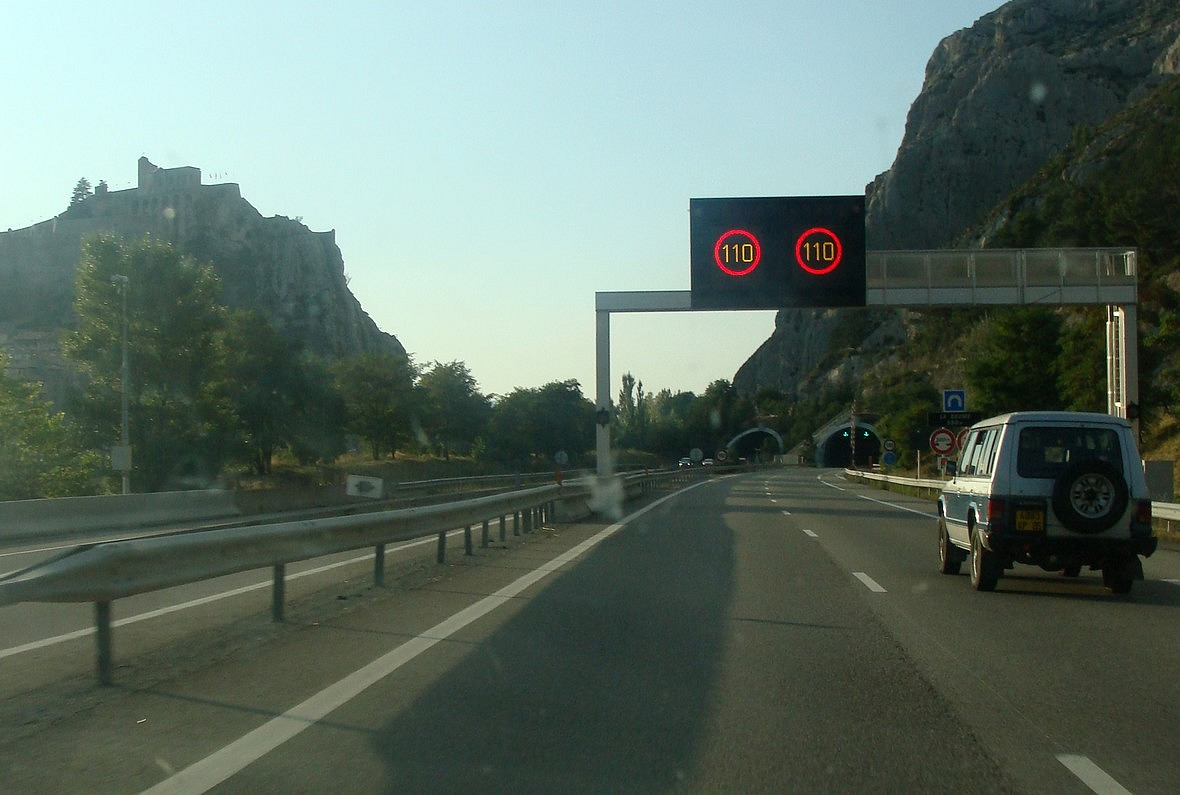
Les derniers pins d'Alep (à droite) au sud du tunnel autoroutier de l'A51 à La Baume

Le pin d'Alep se retrouve surtout dans la basse vallée de la Durance aux environs de Manosque. Ils sont présents jusqu'à Sisteron (et Crest).
Les pins d'Alep ont tendance à étendre leur domaine car ils poussent très bien sur des sols abandonnés ou dénudés à la suite d'incendies,. Le pin d'Alep progresse plus vite qu'il ne brûle. Paul Ozenda affirme que les pins d'Alep remontent jusqu'à Lurs. Ainsi, la carte de la végétation (dont les relevés datent de 1958) indique l'absence de pins d'Alep au sud de la montagne de La Baume en face de Sisteron alors que ceux-ci sont et étaient présents en 1958. Ils survécurent à la vague de froid de février 1956. Cette pinède était à l'origine artificielle et couvre 5 hm2. Google Maps montre clairement la présence de pins d'Alep à cet endroit.
La présence des pins d'Alep au sud de La Baume n'est donc pas une conséquence du réchauffement climatique récent.

#### Effets du réchauffement climatique
Au XXe siècle le pin d'Alep a été en progression constante. Suivant les modèles climatiques à venir, le pin d'Alep devrait continuer à s'étendre aux dépens du pin sylvestre,. L'élévation de la température moyenne serait en 2035 comprise entre 1,1 K et 2,3 K par rapport à 1961-1990. En prenant un gradient de température de 0,65 K/hm, les niveaux de végétation devraient être rehaussés de 200 à 300 m et donc l'étage mésoméditerranéen devrait logiquement s'étendre vers le nord : il devrait atteindre Serres dans le département des Hautes-Alpes.

### Étage supra-méditerranéen

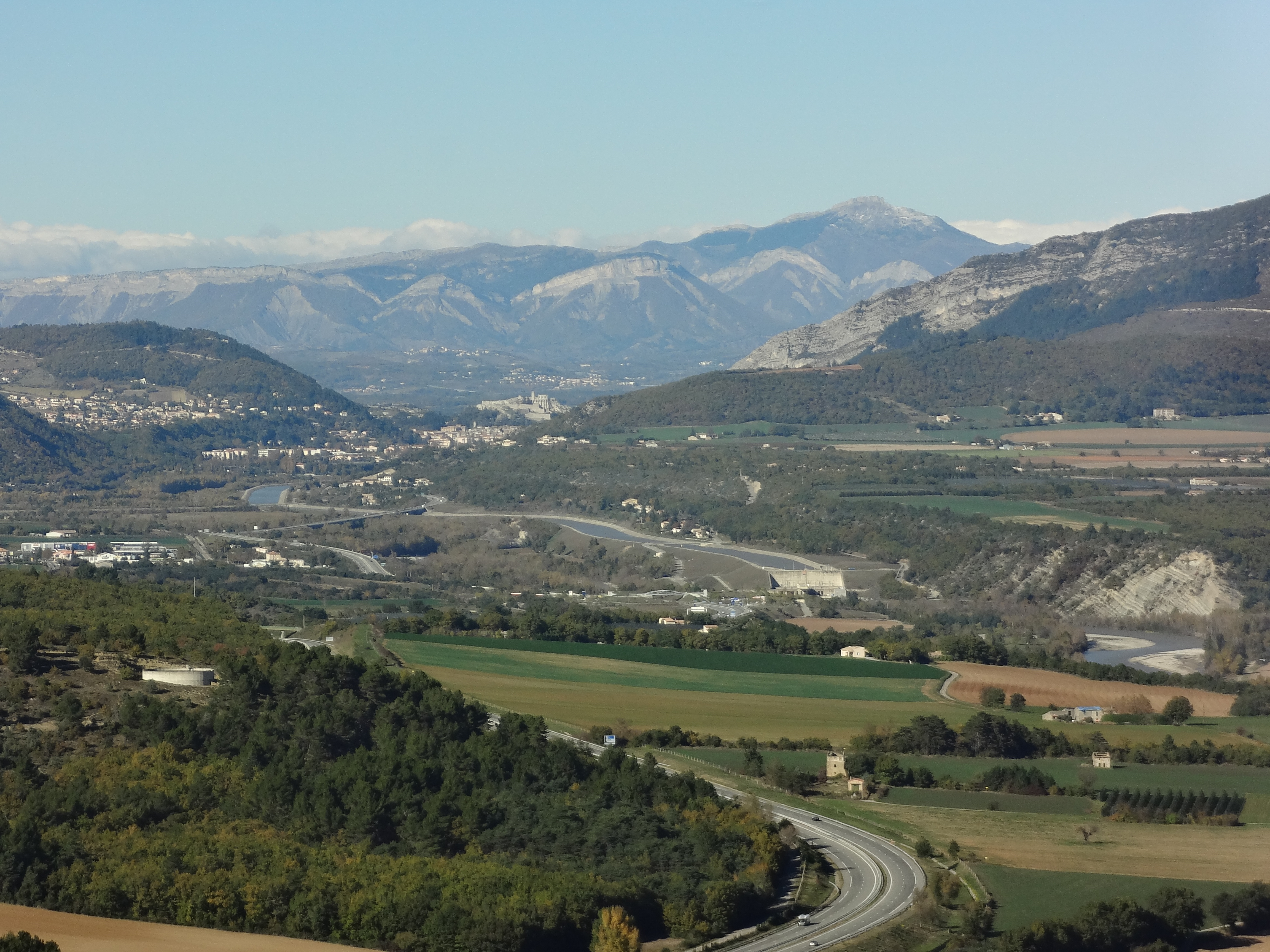
Vue vers le nord de l'aérodrome de Saint-Auban montrant la césure créée par la citadelle de Sisteron et la montagne de La Baume

Cet étage (aussi appelé sub-méditerranéen) couvre les régions d'altitude comprise entre 600 m à 1 100 m (voire 1300 m). Il couvre aussi la plaine de la Moyenne Durance au nord de la citadelle de Sisteron jusqu'au Champsaur aux environs de Chorges. La citadelle marque de manière très nette la limite entre le domaine méso-médterranéen et le domaine supra-méditerranéen comme le montre la photo aérienne ci-contre et la carte de végétation dressée par Ozenda.
Une bonne illustration de l'étage supra-méditerranéen peut être obtenue en conduisant de Grasse jusqu'à Digne-les-Bains le long de la Route Napoléon qui se situe principalement dans l'étage supra-méditerranéen.

### Étages supérieurs
Au-dessus de l'étage supra-méditerranéen se trouvent :
- L'étage oro-méditerranéen[46] (ou montagnard) de 1 200 m à 1 700 m[47] composé principalement de pins sylvestres, de hêtres et de sapins[25]
- L'étage sub-alpin principalement composé de mélèzes[25]
- L'étage alpin composé de pelouses[25]
- L'étage nival composé de glaciers et de neiges éternelles. Cet étage est peu présent en Haute Provence.

## Le réseau de stations Météo-France
Le département est couvert par un réseau de treize stations météorologiques basées à :
Allos, Barcelonnette, Château-Arnoux-Saint-Auban, Dauphin, Digne-les-Bains, Forcalquier, Méailles, Montclar, La Motte-du-Caire, La Mure-Argens, Sisteron, Thorame-Haute et Valensole.